# Isarn IV de Lautrec
Pour les articles homonymes, voir Isarn de Lautrec.
Isarn IV de Lautrec (vers 1222 -  1275) est vicomte de Lautrec, de 1235 à sa mort. Il est aussi seigneur de Montredon, de Brassac, de Camarès, de Montfa et de Saint-Germier.

## Biographie
Isarn IV de Lautrec est membre de la famille de Lautrec, en tant que second fils du vicomte Sicard VI de Lautrec. Ce dernier possédait la moitié de la vicomté de Lautrec, qu'il partageait avec son frère Bertrand Ier de Lautrec. À la mort de son père en 1235, Isarn IV hérite d'un seul huitième de la vicomté : en effet, il partage la part de son père avec trois de ses frères, Pierre II, Bertrand II et Amalric Ier. Il est aussi possible qu'il n'obtienne de droits sur la vicomté qu'en 1238, car celle-ci avait été confisquée en 1226 par le roi Louis VIII, et selon les versions elle a été rendue soit la même année, soit seulement en 1238. 
En 1267, il est désormais possesseur d'un sixième de la vicomté, site à la mort de son frère aîné Pierre II de Lautrec, qui n'a pas d'héritiers. Il meurt vers 1275 à Montfa.

## Mariage et postérité
Isarn IV de Lautrec épouse Jeanne de Saissac vers 1260, union dont est issu :
- Frotard V de Lautrec, co-vicomte de 1275 à 1302 ;
- Pierre III de Lautrec, co-vicomte de 1275 à 1327 ;
- Hélise de Lautrec, marié vers 1280 au baron de Lombers et de Montauban Hugues Adhémar ;

Son second fils, Pierre III de Lautrec , est à l'origine de la branche de Toulouse-Lautrec, dont est issu le célèbre peintre Henri de Toulouse-Lautrec.